# Zeschdorf
Zeschdorf est une commune allemande de l'arrondissement de Märkisch-Pays de l'Oder, Land de Brandebourg.

## Géographie
Zeschdorf comprend des réserves naturelles telles que la vallée entre Treplin et Alt Zeschdorf et certaines zones de conservation.
La commune comprend trois quartiers : Alt Zeschdorf, Döbberin et Petershagen.
|                | Fichtenhöhe        |       |
|                | Zeschdorf          | Lebus |
| Briesen (Mark) | Treplin Jacobsdorf |       |

Zeschdorf se trouve sur la Bundesstraße 5.

## Histoire
La commune est créée le 31 décembre 1997 à la suite de la fusion volontaire des anciennes municipalités indépendantes Alt Zeschdorf, Döbberin et Petershagen.

## Source
- (de) Cet article est partiellement ou en totalité issu de l’article de Wikipédia en allemand intitulé « Zeschdorf » (voir la liste des auteurs).